# Neman
Neman (russisch Не́ман), deutsch Ragnit (litauisch Ragaĩnė, polnisch Ragneta), ist eine Kleinstadt in der russischen Oblast Kaliningrad (ehemaliges nördliches Ostpreußen) mit 9255 Einwohnern (Stand 1. Oktober 2021). Sie ist Verwaltungssitz der kommunalen Selbstverwaltungseinheit Stadtkreis Neman im Rajon Neman.

## Geographische Lage
Die Stadt liegt am südlichen, bis zu 15 Meter hohen Ufer des Flusses Memel, der auf Russisch Neman heißt und hier die Grenze zu Litauen bildet. In der Nähe befindet sich der Berg Rombinus, der neben dem samländischen Rinau und der Rominter Heide zu den heidnischen Hauptheiligtümern der Region zählte. Neben dem Fluss prägen der Schlossberg und der Obereißeln, die höchste Erhebung der Region, die Landschaft. 10 Kilometer westlich liegt die Nachbarstadt Sowetsk (Tilsit).

## Geschichte

Historisches Stadtwappen

### Geschichte von Burg und Stadt seit dem Mittelalter
Ihren Ursprung hat die Stadt in der Burg Ragnit (prußisch ragas: Horn, Ecke, Landzunge, Spitze, Hinausragendes), einem Stützpunkt des Prußenstammes der Schalauen. Sie siedelten spätestens im 13. Jahrhundert beiderseits des Memelflusses. Um 1220 wurde die damals hölzerne Burg von einem russischen Heer erfolglos belagert, doch 1277 gelang es dem Deutschen Ritterorden unter dem Vogt von Samland Theoderich, die Burg zu zerstören. Die Ritter errichteten 1289 eine neue Holz-Erde-Burg, die sie „Landeshut“ nannten. Dieser Name konnte sich jedoch nicht durchsetzen, und so blieb es bei der ursprünglichen Bezeichnung. 1293 wurde auf einer Halbinsel der Memel eine weitere Feste errichtet, die Schalauerburg. Beide Burgen sicherte das Ordensland nach Norden hin und waren Stützpunkte für die Ende des 13. Jahrhunderts begonnenen Litauerkriege des Deutschen Ordens.
Während dieser kriegerischen Auseinandersetzungen wurde 1355 die Schalauerburg zerstört. Sie wurde zwar bereits ein Jahr später wieder aufgebaut, doch nachdem sie 1365 erneut geschleift wurde, verzichtete man auf einen nochmaligen Wiederaufbau. Dagegen wurde die ebenfalls abgebrannte Burg Ragnit in den Jahren 1397 bis 1409 unter Mitwirkung des rheinländischen Baumeisters Nikolaus Fellenstein, der auch am Bau der Marienburg beteiligt war, in Backstein zu einer der stärksten Festungen des Ritterordens aufgebaut. Im Schutze der Burg hatte sich inzwischen ein Marktflecken entwickelt, der dank der günstigen Verkehrslage an der Heerstraße nach Insterburg und dem Flussübergang nach Norden an Bedeutung gewann. Die Pläne des Ordens, die Siedlung zur Stadt zu erheben, kamen wegen der Niederlage gegen Polen in der Schlacht bei Tannenberg (1410) nicht zur Ausführung. Allerdings wurde der Ort Sitz einer Komturei, der auch die Burgen in Tilsit und Labiau unterstanden. Auch nach der Säkularisation des Ritterordens 1525 blieb Ragnit Sitz eines Amtshauptmannes. Im 17. Jahrhundert wurde der Ort zweimal zerstört, während des Zweiten Nordischen Krieges im Jahre 1656 durch Tataren, 1678 während des Schwedisch-Brandenburgischen Krieges durch schwedische Truppen.

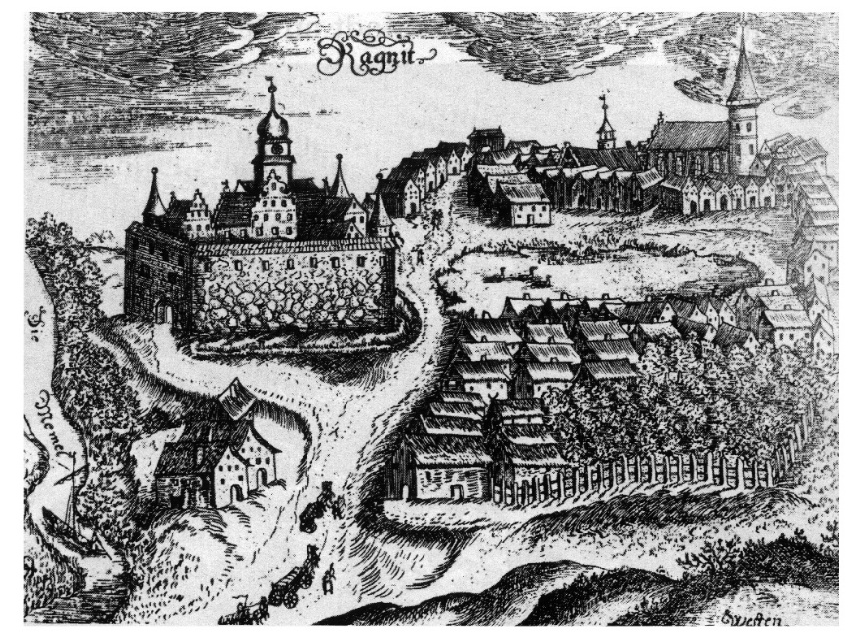
Ragnit um 1684

Durch die Große Pest (Preußen) und die folgende Hungersnot verlor Ragnit zwei Drittel seiner Bevölkerung. 1722 wurde Ragnit durch den preußischen König Friedrich Wilhelm I. zur Stadt erhoben. Im Siebenjährigen Krieg zerstörte die Kaiserlich Russische Armee mit Kosaken und Kalmücken im Jahre 1757 die Stadt.
Auch im Russlandfeldzug 1812 erlitt Ragnit schwere Brandschäden. Durch die Preußischen Reformen von 1815 wurde Ragnit Kreisstadt. 1922 musste sie diesen Status abgeben, als der Kreis Ragnit und der Kreis Tilsit zum Landkreis Tilsit-Ragnit vereinigt und das Landratsamt in die größere Nachbarstadt verlegt wurden. 1828 wurde die Burg Ragnit durch ein Feuer stark beschädigt.
Nach der Fertigstellung der Bahnstrecke Tilsit–Stallupönen (1894) und der Schmalspurbahn Ragnit–Insterburg der Insterburger Kleinbahnen (1913) siedelten sich schnell Industriebetriebe an. So entstanden Ziegeleien und eine Eisengießerei, außerdem entwickelte sich die Stadt zu einem Obstbauzentrum. Hatte Ragnit 1782 nur 1882 Einwohner, so war deren Zahl 1895 auf 4591 gestiegen. Am Anfang des 20. Jahrhunderts hatte Ragnit eine evangelische Kirche, ein evangelisches Schullehrerseminar, eine Präparandenanstalt, eine landwirtschaftliche Winterschule und war Sitz eines Amtsgerichts.
Bis 1945 gerhörte Ragnit zum Landkreis Tilsit-Ragnit im Regierungsbezirk Gumbinnen der Provinz Ostpreußen des Deutschen Reichs.
Zu Beginn des Zweiten Weltkrieges lebten in Ragnit 10.094 Einwohner, die Stadt beherbergte Zellstoff-, Holzwaren- und Maschinenbaufabriken. Nachdem Anfang August 1944 die Rote Armee das Nordufer der Memel erreicht hatte, wurde am 20. Oktober 1944 die Evakuierung der Stadt angeordnet. Die Einwohner verließen die Provinz erst im Januar 1945 über die Ostsee im Rahmen des Unternehmens Hannibal. Ragnit wurde am 17. Januar 1945 kampflos von der Roten Armee eingenommen.
Die Stadt wurde nach der russischen Bezeichnung für den Fluss Memel in Neman umbenannt. Durch Umsiedlungsprojekte kamen Neusiedler vor allem aus Zentralrussland, der Region des heutigen Föderationskreises Wolga und aus Belarus.

### Demographie
| Jahr | Anzahl Einwohner | Anmerkungen                                                                 |
| ---- | ---------------- | --------------------------------------------------------------------------- |
| 1782 | 1882             | [ 7 ]                                                                       |
| 1802 | 2083             | [ 8 ]                                                                       |
| 1810 | 1777             | [ 8 ]                                                                       |
| 1816 | 2018             | davon 1979 Evangelische, 32 Katholiken und sieben Juden                     |
| 1821 | 1990             | in 171 Privatwohnhäusern                                                    |
| 1875 | 3875             | [ 9 ]                                                                       |
| 1880 | 3580             | [ 9 ]                                                                       |
| 1895 | 4591             |                                                                             |
| 1905 | 4908             | meist Evangelische                                                          |
| 1910 | 5535             | [ 10 ]                                                                      |
| 1925 | 7780             | meist Evangelische                                                          |
| 1933 | 9293             | [ 9 ]                                                                       |
| 1939 | 10.061           | davon 9254 Evangelische, 248 Katholiken, 235 sonstige Christen und ein Jude |

| Jahr             | 1959  | 1970   | 1979   | 1989   | 2002   | 2010   | 2021  |
| Anzahl Einwohner | 9.459 | 11.613 | 12.492 | 13.821 | 12.714 | 11.798 | 9.255 |

(Quellen ab 1959: Volkszählungsdaten)

### Nemanskoje gorodskoje posselenije 2008–2016
Die städtische Gemeinde Nemanskoje gorodskoje posselenije (ru. Неманское городское поселение) wurde im Jahr 2008 eingerichtet. Neben der Stadt Neman gehörten ihr weitere 19 Siedlungen an, die vorher zu den Dorfbezirken Bolschesselski selski okrug, Mitschurinski selski okrug und Rakitinski selski okrug gehört hatten. 2017 ging die Gemeinde in den neu geschaffenen Stadtkreis Neman auf.
| Ortsname                      | Einwohner 2010 | deutscher Name                                          |
| ----------------------------- | -------------- | ------------------------------------------------------- |
| Akulowo (Акулово)             | 349            | Klein Neuhof-Ragnit                                     |
| Artjomowka (Артёмовка)        | 100            | Argeningken-Graudszen/Argenhof und Skambracken/Brakenau |
| Bolschoje Selo (Большое Село) | 539            | Unter Eißeln                                            |
| Dubki (Дубки)                 | 412            | Paskallwen/Schalau                                      |
| Dubrawino (Дубравино)         | 9              | Palentienen/Palen                                       |
| Gorino (Горино)               | 71             | Ober Eißeln                                             |
| Gudkowo (Гудково)             | 87             | Gudgallen/Großfelde und Jonienen/Tilsenau               |
| Iskra (Искра)                 | 152            | (Groß) Kindschen                                        |
| Kotelnikowo (Котельниково)    | 136            | Neuhof-Ragnit                                           |
| Krasnoje Selo (Красное Село)  | 116            | Kiauschälen/Kleinmark und Klapaten/Angerwiese           |
| Kustowo (Кустово)             | 49             | Klein Lenkeningken/Kleinlenkenau                        |
| Lesnoje (Лесное)              | 289            | Groß Lenkeningken/Großlenkenau                          |
| Mitschurinski (Мичуринский)   | 384            | Althof-Ragnit                                           |
| Podgornoje (Подгорное)        | 45             | Titschken/Tischken                                      |
| Rakitino (Ракитино)           | 407            | Kurschen                                                |
| Rjadino (Рядино)              | 14             | Raudszen/Rautengrund und Bambe/Heidenanger (Ostpr.)     |
| Schdanki (Жданки)             | 23             | Pellehnen/Dreidorf und Tilszenehlen/Quellgründen        |
| Tuschino (Тушино)             | 82             | Lobellen und Nettschunen/Dammfelde                      |
| Wetrowo (Ветрово)             | 317            | Woydehnen/Wodehnen                                      |

## Kirche

### Evangelisch
Siehe den Hauptartikel → Evangelische Kirche Ragnit

#### Pfarrkirche

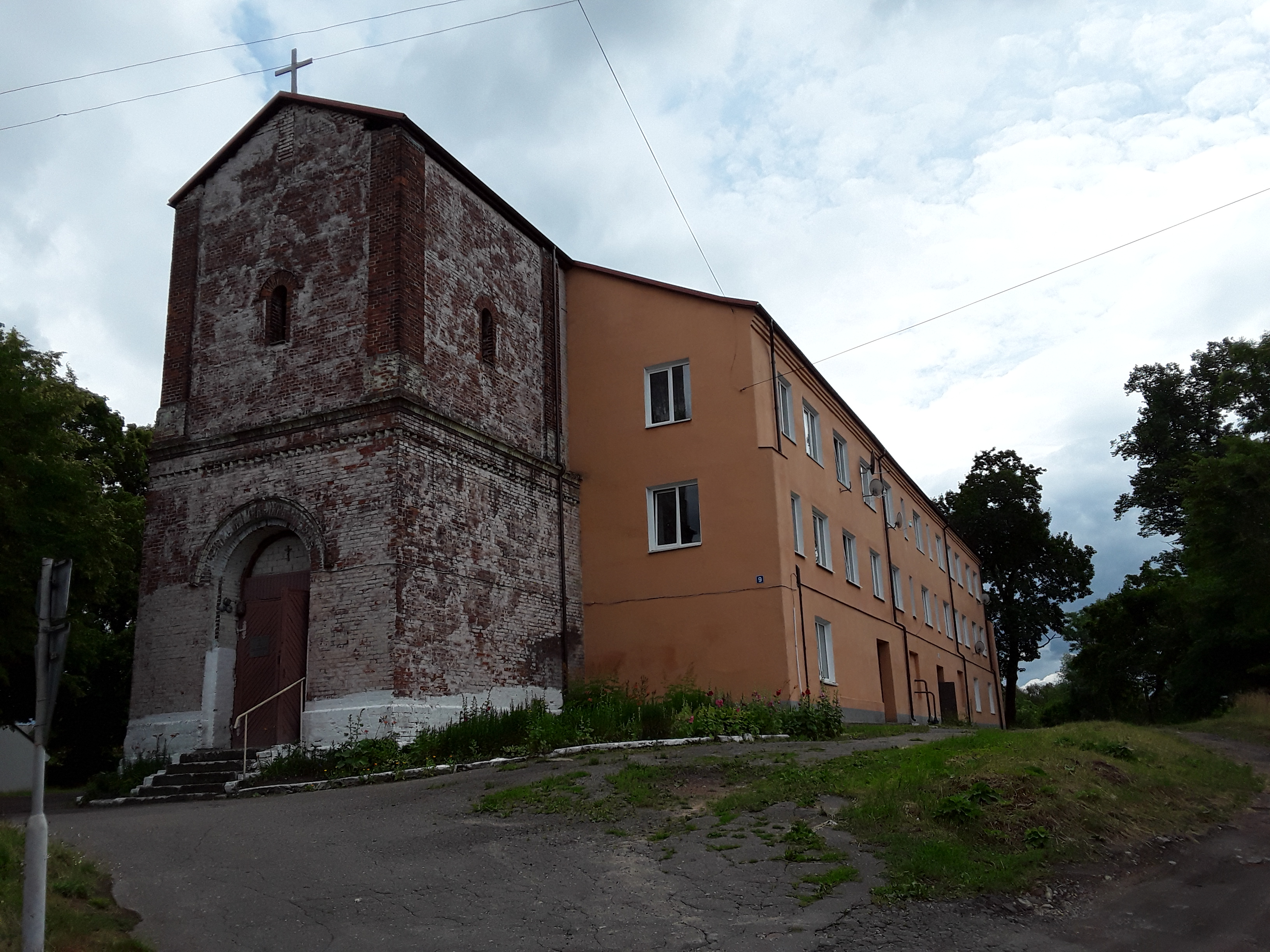
Ehemals evangelische Kirche Ragnit heute

Die Pfarrkirche in Ragnit wurde anstelle einer Vorgängerkirche im Jahre 1771/72 als verputzter, dreischiffiger Bau errichtet. Der Turm stammt aus dem Jahre 1853. Die Innenausstattung ist nicht mehr vorhanden, denn nach 1945 wurde das Gebäude zu einem Möbellager mit darüberliegenden Wohnungen umgebaut. Nach einem Unfall trug man 1993 den Turm bis zum Dachfirst des Langhauses ab, so dass heute nur noch der Unterbau erhalten ist. Hier befindet sich jetzt ein Gebetsraum der katholischen Kirche.

#### Kirchengemeinde
Bereits in vorreformatorischer Zeit war Ragnit ein Kirchdorf. Im Zuge der Reformation nahmen hier lutherische Geistliche ihren Dienst auf, zunächst ein litauischer Prediger, dann auch ein deutscher, bis nach 1818 noch ein dritter Amtsträger eingesetzt wurde. Im Jahre 1925 zählte die Kirchengemeinde 13.000 Gemeindeglieder, die größtenteils in der Stadt, viele aber auch in den über 40 Kirchspielorten wohnten.
Aufgrund von Flucht und Vertreibung der Bevölkerung kam das evangelisch-kirchliche Leben nach 1945 in Neman zum Erliegen. Heute sind evangelische Kirchenglieder zur südöstlich der Stadt liegenden kleinen evangelisch-lutherischen Gemeinde in Sabrodino (Lesgewangminnen, 1938 bis 1946 Lesgewangen) hin orientiert. Sie gehört zur Propstei Kaliningrad (Königsberg) der Evangelisch-lutherischen Kirche Europäisches Russland.

#### Kirchenkreis Tilsit Ragnit/Diözese Ragnit
Schon früh war Ragnit Amtssitz und namensgebend für eine Inspektion, die später in einen Kirchenkreis umgewandelt wurde. In den 1920er Jahren wurde der Kirchenkreis Ragnit mit dem Nachbarkirchenkreis Tilsit zusammengeführt, jedoch blieben die beiden Diözesen getrennt erhalten, lediglich nördlich der Memel gelegene Pfarreien wurden ausgeklammert. Der Kirchenkreis Tilsit-Ragnit mit der Diözese Ragnit gehörte bis 1945 zur Kirchenprovinz Ostpreußen der Kirche der Altpreußischen Union.

### Katholisch
Unter den mehr als 10.000 Einwohnern der Stadt Ragnit waren im Jahre 1939 lediglich 248 Katholiken. Sie hielten ihre Messfeiern mit dem Propst aus Tilsit (Sowetsk) solange in der Ragniter Burg, bis sich der Bau einer kleinen Kirche mit Pfarrhaus ermöglichte. Sie gehörte zum Bistum Ermland. Heute ist das Gebäude nicht mehr in kirchlichem Besitz. Die Gemeinde nutzt einen kleinen Gebetsraum im Turmunterbau der ehemaligen evangelischen Pfarrkirche.

### Orthodox
In den 1990er Jahren ist in Ragnit eine Gemeinde der Russisch-orthodoxen Kirche entstanden. Zunächst feierte diese ihre Gottesdienste in einem gesonderten Raum im Ostteil der ehemaligen evangelischen Pfarrkirche. Seit 1995 verfügt sie über eine neu errichtete Kirche. Die Gemeinde ist der Diözese Kaliningrad und Baltijsk zugeordnet.

## Sehenswürdigkeiten

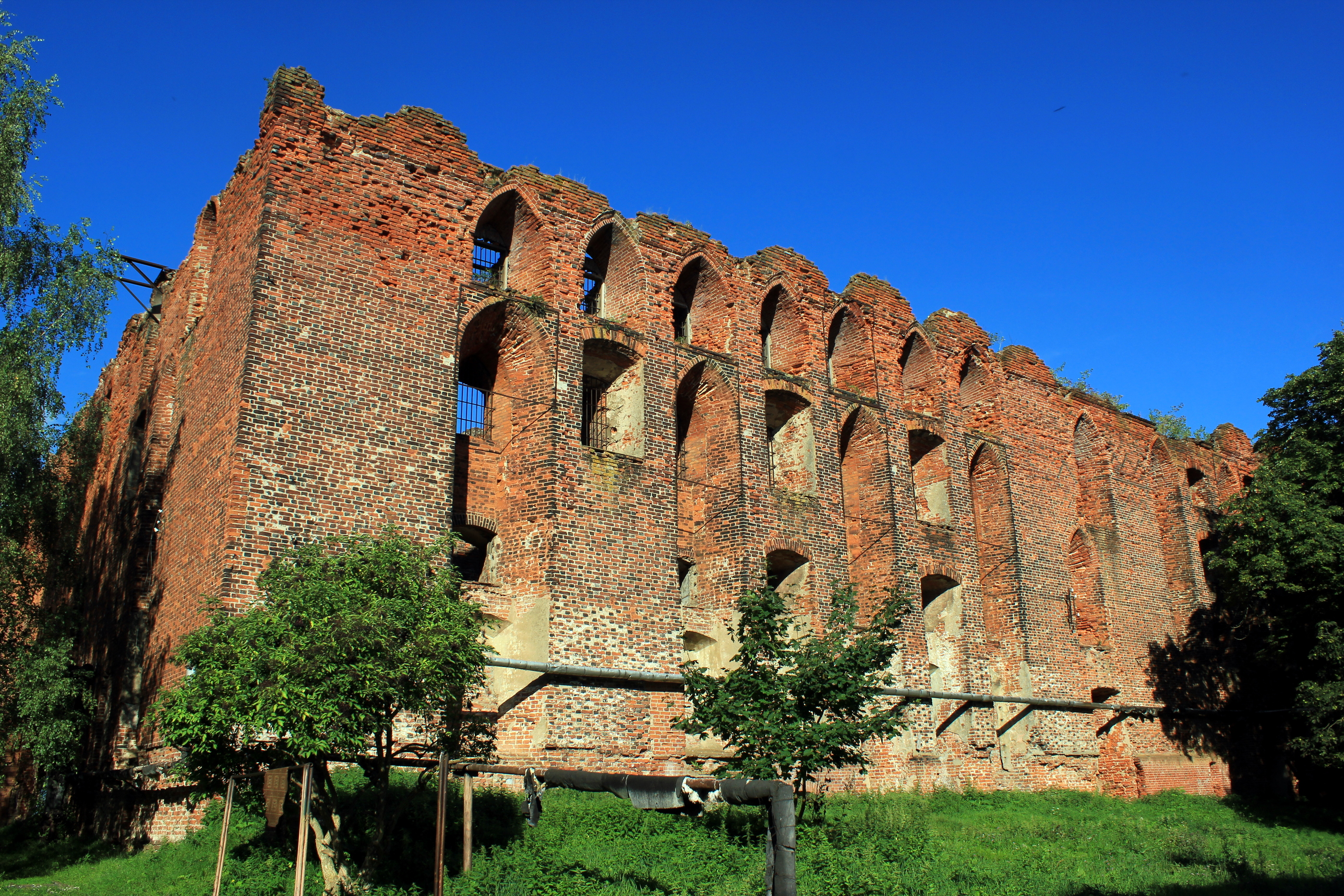
Burgruine Ragnit

Sehenswert ist die Ruine der Burg Ragnit des Deutschen Ordens. Sie hat eine fast quadratische Form, auf vier Etagen waren elf große Säle und viele kleinere Räume. Besondere Aufmerksamkeit erfuhren das Konventsgebäude, das Kabinett und die Gästezimmer aller 45 Komture Ragnits. Mehrmals ausgebrannt, wurde das Innere der Burg immer wieder umgebaut. Ab 1825 diente sie als Stadt- und Kreisgericht und Gefängnis, zudem ab 1849 einem Militärgericht und ab 1879 einem Verwaltungsgericht. Während des Zweiten Weltkriegs brannte die Burg 1944/45 aus. In der sowjetischen Zeit wurde ihre Ruine teilweise gesprengt. Angeblich plant der Konzern Rosatom, der 2010 mit dem Bau eines Atomkraftwerkes 15 Kilometer außerhalb der Stadt begonnen hat, einen Wiederaufbau zu unterstützen.
Erhalten geblieben sind auch die als solche genutzte Stadtkirche und das schmale Uhrentürmchen der ehemaligen Vorburg, ebenso sechs Gedenksteine für Gefallene des Ersten Weltkriegs.

## Personen

### Söhne und Töchter der Stadt
- Christian Otter (1598–1660), Mathematiker und Festungsbauer
- Johann Friedrich Reiffenstein (1719–1793), Maler und Schriftsteller
- Johann Leopold Neumann, geadelt von Baehr (1793–1897), preußischer Landvermesser und Kupferstecher
- Julius Bacher (1810–1890), Schriftsteller
- Kurt von Sanden (1842–1901), Rittergutsbesitzer und Mitglied des Preußischen Abgeordnetenhauses
- Richard Kleffel (1850–1919), Sanitätsoffizier
- Henry Settegast (1853–1901), Pflanzenbauwissenschaftler
- Karl Brinkmann (1854–1901), Zweiter Bürgermeister in Königsberg (und Berlin)
- Gustav Laukant (1869–1938), deutscher Politiker (USPD)
- Richard Meyer (1885–1970), Pädagoge, Verwaltungsbeamter, Politiker, Vizepräsident des Niedersächsischen Landtags
- Ernst von Windheim (1891–1946), Landrat
- Erwin Bodky (1896–1958), Cembalist und Musikwissenschaftler
- Walter Bruno Henning (1908–1967), Iranist
- Rose-Marie Wegner (1924–2018), Professorin für Landwirtschaft in Bonn, Leiterin des Instituts für Kleintierzucht in Celle[20]
- Ursula Benker-Schirmer (1927–2020), Gobelingestalterin und Manufakturbetreiberin
- Dagmar Reemtsma (* 1933), deutsche Aktivistin
- Freya Stephan-Kühn (1943–2001), Schriftstellerin

### Mit der Stadt verbunden
- Martin Mosvid (Martynas Mažvydas), Schriftsteller und 1547 Drucker des ersten Buches in litauischer Sprache, war von 1549 bis 1563 Pfarrer in Ragnit († 21. Mai 1563)

## Wirtschaft
Größtes Unternehmen der Stadt ist das Nemaner Zellulose- und Papierkombinat mit mehr als 1000 Beschäftigten.
Unweit Neman fand am 25. Februar 2010 in Anwesenheit des Rosatom-Chefs Sergei Kirijenko, des stellvertretenden russischen Ministerpräsidenten Sergei Iwanow und des Gouverneurs der Oblast Kaliningrad Georgi Boos die feierliche Grundsteinlegung für das Kernkraftwerk Kaliningrad statt. Nach Verzögerungen verkündete der russische Energieminister im November 2015, dass die Bauarbeiten in absehbarer Zeit nicht wieder aufgenommen werden.

## Verkehr

### Straßen
Neman liegt verkehrsgünstig nur 13 Kilometer von Sowetsk (Tilsit) an der Europastraße 77 entfernt. Durch die Stadt verläuft die Fernstraße A 198 (einstige deutsche Reichsstraße 132), die Sowetsk mit Gussew (Gumbinnen) verbindet. Wenige Kilometer östlich der Stadt endet die Fernstraße 508, die von Kaliningrad (Königsberg) in einem weiten Bogen durch die südöstliche Oblast Kaliningrad bis nach hier führt.

### Schienen
Eine Schienenanbindung besteht für Neman nicht mehr. Vor 1945 war die Stadt Bahnstation an der Bahnstrecke Tilsit–Ragnit–Pillkallen/Schloßberg–Stallupönen/Ebenrode sowie Endstation der Kleinbahnlinie von Kraupischken/Breitenstein (Ostpr).

## Städtepartnerschaften
- Jurbarkas, Litauen
- Lida, Belarus
- Ostróda, Polen
- Preetz, Kreis Plön, Deutschland